# 竹田現照
竹田 現照（たけだ げんしょう、1924年1月8日 – 2006年4月18日）は、日本の政治家、参議院議員（2期）。

## 略歴
北海道夕張市出身。1944年（昭和19年）逓信官吏講習所外国通信語学科を卒業後、札幌郵便局に入り、郵政事務官として勤務する。全逓北海道地方本部書記長を経て、1965年（昭和40年）参議院議員選挙に北海道地方区から日本社会党で立候補し当選。以後2期12年務める。1994年（平成6年）春の叙勲で勲二等瑞宝章受章。
2006年（平成18年）4月18日、肺炎のため札幌市内の病院で死去、82歳。死没日をもって従四位に叙される。

## 人物
新東京国際空港（現成田国際空港）の一坪共有地の名義人の1人であった。